# Alejandro Andrade
Alejandro Andrade Rivera (Aguascalientes, 16 agosto 2001) è un calciatore messicano, centrocampista del Necaxa.

## Carriera

### Club
Cresciuto nel settore giovanile del Necaxa, ha debuttato in prima squadra il 4 ottobre 2020 nell'incontro di Liga MX vinto 1-0 contro l'Atlas. Nell'estate del 2022 è passato in prestito al Atlético Morelia, ma dopo soli sei mesi in cui ha giocato da titolare, è stato richiamato dal club biancorosso. Ha segnato i suoi primi gol in massima divisione il 25 settembre 2023 realizzando una doppietta in casa del Santos Laguna.

### Nazionale
Ha giocato con la nazionale messicana Under-20.

## Statistiche

### Presenze e reti nei club
Statistiche aggiornate al 28 marzo 2025.
| Stagione        | Squadra          | Campionato      | Campionato | Campionato | Coppe nazionali | Coppe nazionali | Coppe nazionali | Coppe continentali | Coppe continentali | Coppe continentali | Altre coppe | Altre coppe | Altre coppe | Totale | Totale | Totale |
| Stagione        | Squadra          | Comp            | Pres       | Reti       | Comp            | Pres            | Reti            | Comp               | Pres               | Reti               | Comp        | Pres        | Reti        | Pres   | Reti   |        |
| --------------- | ---------------- | --------------- | ---------- | ---------- | --------------- | --------------- | --------------- | ------------------ | ------------------ | ------------------ | ----------- | ----------- | ----------- | ------ | ------ | ------ |
| 2020-2021       | Necaxa           | LMX             | 12         | 0          | -               | -               | -               | -                  | -                  | -                  | -           | -           | -           | 12     | 0      |        |
| 2021-2022       | Necaxa           | LMX             | 0          | 0          | -               | -               | -               | -                  | -                  | -                  | -           | -           | -           | 0      | 0      |        |
| 2022-gen. 2023  | Atlético Morelia | EMX             | 18         | 1          | -               | -               | -               | -                  | -                  | -                  | -           | -           | -           | 18     | 1      |        |
| gen.-giu. 2023  | Necaxa           | LMX             | 1          | 0          | -               | -               | -               | -                  | -                  | -                  | -           | -           | -           | 1      | 0      |        |
| 2023-2024       | Necaxa           | LMX             | 22         | 3          | -               | -               | -               | -                  | -                  | -                  | LC          | 0           | 0           | 22     | 3      |        |
| 2024-2025       | Necaxa           | LMX             | 11         | 0          | -               | -               | -               | -                  | -                  | -                  | LC          | 2           | 0           | 13     | 0      |        |
| Totale carriera | Totale carriera  | Totale carriera | 64         | 4          |                 | -               | -               |                    | -                  | -                  |             | 2           | 0           | 66     | 4      |        |